# Suppression de la Compagnie de Jésus
 (avril 2021).

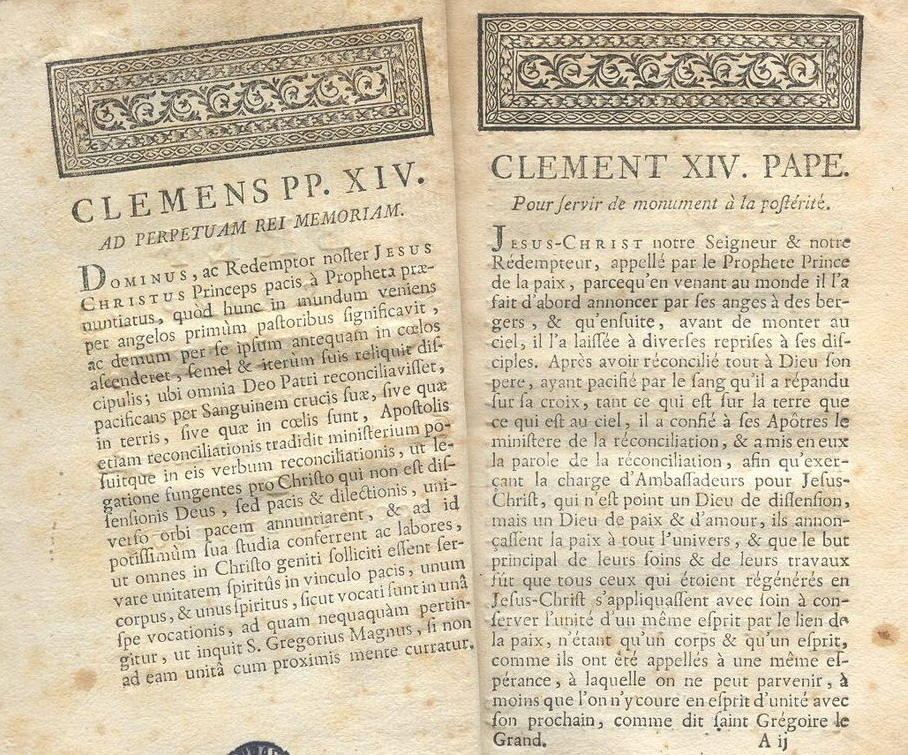
Première page du bref Dominus ac Redemptor (latin et français).

La suppression de la Compagnie de Jésus, ordre religieux fondé par Ignace de Loyola en 1540, est prononcée par le pape Clément XIV en 1773.
Après avoir été expulsée du Portugal et de ses colonies en 1759, de France en 1763, d’Espagne et de ses colonies et du royaume de Naples en 1767, de Parme en 1768, la Compagnie de Jésus est supprimée universellement par le bref apostolique Dominus ac Redemptor du pape Clément XIV (21 juillet 1773). Elle survivra dans les pays dont les souverains — non catholiques — interdisent la publication du bref.
La Compagnie est restaurée quelque quarante ans plus tard, en 1814, par le décret Sollicitudo omnium ecclesiarum.

## Circonstances historiques
En 1640, la Compagnie de Jésus célèbre fastueusement son premier centenaire. Tout semble lui réussir : les réformes tridentines sont entrées dans la vie de l’Église catholique, le protestantisme ne progresse plus, le réseau de collèges en Europe est vaste et l’éducation jésuite est fort appréciée, les missions d’outre-mer se développent rapidement grâce aux efforts d’inculturation en Chine, en Inde, dans les réductions d’Amérique latine, son influence est substantielle auprès des cours européennes (les jésuites sont souvent les confesseurs des princes) autant qu’à Rome, le nombre de ses membres est en croissance régulière (près de 16 000 en 1640), etc. À l’occasion de ce centenaire, les jésuites des Pays-Bas publient un volumineux album, l’Imago primi sæculi dont le ton, exaltant la gloire de la Compagnie de Jésus, est si triomphal que le supérieur général Muzio Vitelleschi en est mal à l’aise et leur envoie une mise en garde et un blâme.
Mais bientôt, à partir de la seconde moitié du XVIIe siècle, des nuages se présentent et s’amoncellent. Les controverses avec les jansénistes deviennent rapidement acrimonieuses, et même si le jansénisme est finalement condamné, l’image des jésuites en sort ternie. La querelle des rites chinois aboutit à une première interdiction en 1704 ; le peu de promptitude des jésuites à obéir suscite de violentes critiques. Au XVIIIe siècle, les promoteurs des Lumières cherchant à déstructurer la religion, et considérant l’Église catholique comme obstacle, s’attaquent à la Compagnie de Jésus qu’ils perçoivent comme pilier principal de l’institution religieuse.
À l’intérieur de l’Église catholique, les jésuites n’ont pas que des amis non plus. La polémique avec les dominicains sur la question de la « grâce et le libre arbitre » — qui est si virulente que le pape doit imposer le silence aux deux parties — a laissé des traces. Le ton que prennent les disputes de théologie morale (adopter le probabilisme ou le probabiliorisme ?), malgré les fréquents appels à la modération de langage que lancent les supérieurs généraux, donnent aux jésuites une réputation d’arrogance. Des questions d’obéissance sont également soulevées. Certains hommes d’Église se demandent sincèrement si la Compagnie de Jésus est vraiment fidèle à celle qu’avait fondée Ignace de Loyola.
Le despotisme éclairé va être fatal à l'Ordre qui est successivement banni des royaumes catholiques, les papes ne s'y opposant que faiblement ou maladroitement.

## Expulsions successives

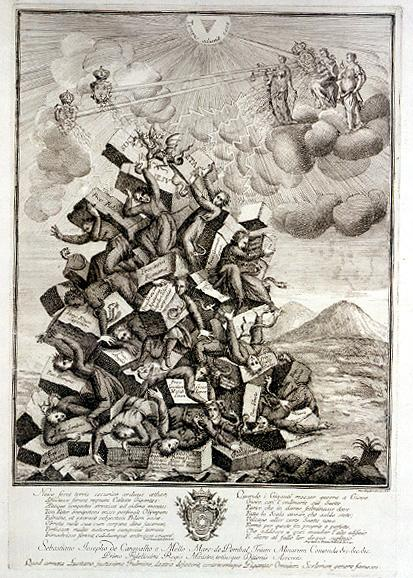
Pombal chasse les jésuites
(gravure de propagande, 1773).

### Expulsion du Portugal et de ses colonies (1759)
C’est du pays qui le premier accueillit les missionnaires jésuites, le Portugal, que part la campagne anti-jésuite. Sébastien José de Carvalho (plus tard marquis de Pombal), Premier ministre et homme des Lumières, qui admire l’Angleterre où l’Église est entièrement sous la coupe du pouvoir souverain, estime que les jésuites ont trop d’influence à la cour. À la suite d'un attentat manqué contre le roi Joseph Ier, Joseph Ier informe le pape qu’il a décidé d’expulser les jésuites de tous les territoires portugais (20 avril 1759) à l’exception de ceux qui renonceraient à leurs vœux.
En septembre 1759, 133 prêtres sont placés sur un bateau en partance pour Civitavecchia, dans les États pontificaux et en octobre, les jésuites sont déclarés « rebelles et traîtres ».
Quand l’opération est terminée, quelque 1 100 jésuites portugais expulsés du Portugal et de ses colonies sont en exil en Italie. Près de deux cents restent dans les prisons du Portugal. Les survivants, une soixantaine, ne seront libérés qu’en 1777, après la mort de Joseph Ier.

### Bannissement du royaume de France (1763)
En France le processus est plus lent et, au départ, plus idéologique : les jésuites ont toujours eu quelque difficulté avec l’université et le parlement de Paris. La manière est « bienséante » : un juridisme sur fond de jansénisme, gallicanisme et encyclopédisme, obtiendra les mêmes résultats qu’au Portugal. La fidélité inconditionnelle des jésuites au Saint-Siège les rend toujours quelque peu suspects lorsqu'un pouvoir tend vers l'absolutisme.
Ce qui permet au parlement d’agir plus résolument, c’est le scandale financier causé par le père Antoine Lavalette, chargé de la gestion financière de la mission de la Martinique. Il est engagé dans des opérations commerciales à grande échelle entre les Caraïbes et l’Europe — le commerce de sucre et de café — et cela malgré les interdictions réitérées de ses supérieurs religieux. Lavalette doit déclarer faillite lorsque plusieurs de ses bateaux sont capturés par des corsaires anglais. Les pertes sont considérables. Les jésuites de France refusent d’en porter la responsabilité.
Des actions légales sont introduites contre les jésuites à Marseille, Paris et ailleurs. Ils sont condamnés à rembourser les pertes de Lavalette. Le 8 mai 1761, le Parlement de Paris auquel ils ont fait appel confirme le jugement. L’attitude négative du provincial de France amplifie le scandale financier. L’existence même de la Compagnie de Jésus en France est mise en question. Certains, conduits par l’abbé de Chauvelin, croient découvrir dans les Constitutions de l’Ordre la source même du comportement répréhensible des jésuites.
Le 6 août 1761, le parlement de Paris ordonne que les écrits de 23 jésuites, dont Bellarmin, Toledo et Lessius, soient bannis comme « contraires à la morale et nuisibles à la jeunesse ». Interdiction leur est faite de recevoir des novices. Dans les villes où existent d’autres écoles, les collèges jésuites doivent fermer le 1er octobre 1761 et ailleurs ils sont fermés en avril 1762. Louis XV, favorable aux jésuites, intervient plusieurs fois, temporise et obtient quelques délais. Cela tourne au conflit politique entre le parlement et le roi. Des compromis successifs sont proposés aux jésuites, tous à tendance gallicane (pratiquement une séparation vis-à-vis de Rome), et sont rejetés comme inacceptables.
Défiant le roi, le parlement de Paris, le 6 août 1762, déclare que la Compagnie de Jésus « nuit à l’ordre civil, viole la loi naturelle, détruit la religion et la moralité, corrompt la jeunesse » et la bannit de France. Certains parlements régionaux (comme celui de Flandre) refusent d’emboiter le pas ; la plupart temporisent. Le roi, de nouveau, obtient un délai, mais doit finalement s’incliner tout en mitigeant les mesures prises. En novembre 1764, Louis XV édicte ce qui devient la mesure pour toute la France : son édit royal entérine l'expulsion des Jésuites. La Compagnie de Jésus est proscrite en France, et ses biens sont confisqués. Les jésuites sont cependant autorisés à y demeurer comme « bons et fidèles sujets », sous l’autorité des évêques. Les jésuites anglais de Saint-Omer doivent également partir : ils s’installent dans les Pays-Bas méridionaux (alors autrichiens).
Si l’exécution de l’édit royal se passe moins dramatiquement qu’au Portugal les conséquences en sont tout aussi graves. L’enseignement en France est désorganisé, de nombreux jésuites ayant choisi de partir en exil. Outre-mer, les missions des jésuites français sont confiées aux pères de Missions étrangères de Paris, mais ils ne suffisent pas à la tâche. De nombreux postes sont fermés.
Une alliance de circonstance entre jansénistes, gallicans et philosophes des Lumières a raison des jésuites. En 1761, dans une lettre à Voltaire, D’Alembert écrit : « Que la canaille janséniste nous débarrasse des polissons jésuites. Ne fais rien pour empêcher que ces araignées se dévorent les unes les autres ». En 1763 il triomphe : « Les jésuites étaient les troupes régulières et disciplinées luttant sous l’étendard de la Superstition […] Les jansénistes ne sont que des cosaques dont la Raison va vite se débarrasser maintenant qu’ils doivent se battre seuls. »

### Expulsion d’Espagne et de ses colonies (1767)
En Espagne, la campagne anti-jésuite, qui se nourrissait de l’exemple du pays voisin, le Portugal, accuse les jésuites d'être à l'origine de la rébellion des Indiens lors de la guerre des Guaranis. Elle exploite aussi des troubles sociaux qui éclatent à Madrid, et particulièrement la révolte populaire contre le Sicilien Leopoldo de Gregorio, marquis d'Esquilache et ministre des Finances, qui tente d’imposer aux Madrilènes des mesures vestimentaires impopulaires : ce que l’on appelle la révolte contre Esquilache (1766). Les émeutes sont si graves que Charles III doit éloigner son ministre.
Le nouveau ministre des Finances, Pedro Rodríguez de Campomanes, régalien déterminé et admirateur de Pombal, convainc sans difficulté le roi que les instigateurs de la révolte sont les jésuites, « membres d’une organisation supranationale qui est une menace pour l’Espagne ». Même si le rapport de la commission secrète d’enquête sur les émeutes ne mentionne pas les jésuites, des partis intéressés font courir le bruit que, voyant leur pouvoir s’effriter au Portugal et en France les jésuites ont tenté de renverser la couronne en Espagne et de soumettre le pays au Saint-Siège. La conclusion est claire : ou bien on déracine la Compagnie de Jésus ou l’Espagne succombe. Bernardo Tanucci, de Naples, exhorte le roi à suivre les « brillants exemples du Portugal et de la France ». Même si, début janvier 1767, il donne encore son accord au départ de 40 jésuites pour les missions d’Amérique latine, Charles III penche en faveur des arguments régaliens.
Tout se passe dans le plus grand secret. Le 29 janvier 1767, le conseil de Castille décide que les jésuites doivent être expulsés d’Espagne et leurs biens confisqués. Les raisons avancées sont familières : cupidité et avarice, corruption de la jeunesse (exaltation du Saint-Siège comme pouvoir suprême, au détriment du roi), et incitation à la révolte contre la couronne. Le conseil du roi approuve la décision le 20 février, suggérant de plus que Charles III ajoute dans son décret qu’il « garde en son cœur certaines autres raisons de sa décision ». Le roi signe le décret (secret) de bannissement le 27 février 1767.
L’exécution de l’ordre se fait avec brutalité. Le 20 mars, des copies du décret sont envoyées sous scellés aux autorités municipales des villes où se trouvent collèges et résidences jésuites. Les scellés ne peuvent être brisés qu’au milieu de la nuit du 31 mars au 1er avril 1767, dans chacune des maisons jésuites : le décret doit être lu devant les jésuites rassemblés dans le réfectoire de leur maison. Instruction est donnée de faire quitter immédiatement les lieux, autorisant les pères à n’emporter que leur bréviaire et quelques objets de première nécessité. Deux jours plus tard près de 2 700 jésuites sont sur les routes, dirigés vers les divers ports d’Espagne et l’exil. Craignant une réaction populaire Charles III décrète que toute démonstration en faveur de jésuites serait considérée comme un acte de « haute trahison ».
Dans l’année qui suit, 2 300 jésuites venant du Mexique, des colonies d’Amérique du Sud et des Philippines sont ramenés en Europe. Le problème de ces réfugiés est considérable. Pour des raisons de droit international, Clément XIII refuse de les laisser débarquer à Civitavecchia (port principal des États pontificaux). Après plusieurs mois passés sur des bateaux surpeuplés, ils sont autorisés à ancrer à Bastia, en Corse. En 1768 arrivent les centaines d’exilés d’Amérique latine. Joseph Pignatelli, nommé supérieur religieux de ce large groupe, organise tant bien que mal une vie religieuse régulière pour ses compagnons.
Comme au Portugal, ce coup porté à la Compagnie de Jésus n’est qu’un prélude à ce qui est l'objectif véritable : l’Église de Rome. La même année Charles III décrète que tous les documents pontificaux, bulles, brefs et édits destinés au royaume d’Espagne doivent être soumis au conseil de Castille avant d’être promulgués en Espagne. En fait, la correspondance triomphale entre les « esprits éclairés » de l’époque révèle le dessein ultime. Ainsi Manuel de Roda écrit au duc de Choiseul : « Nous avons tué le fils. Il nous reste maintenant à faire de même avec la mère, notre Sainte Église romaine ».

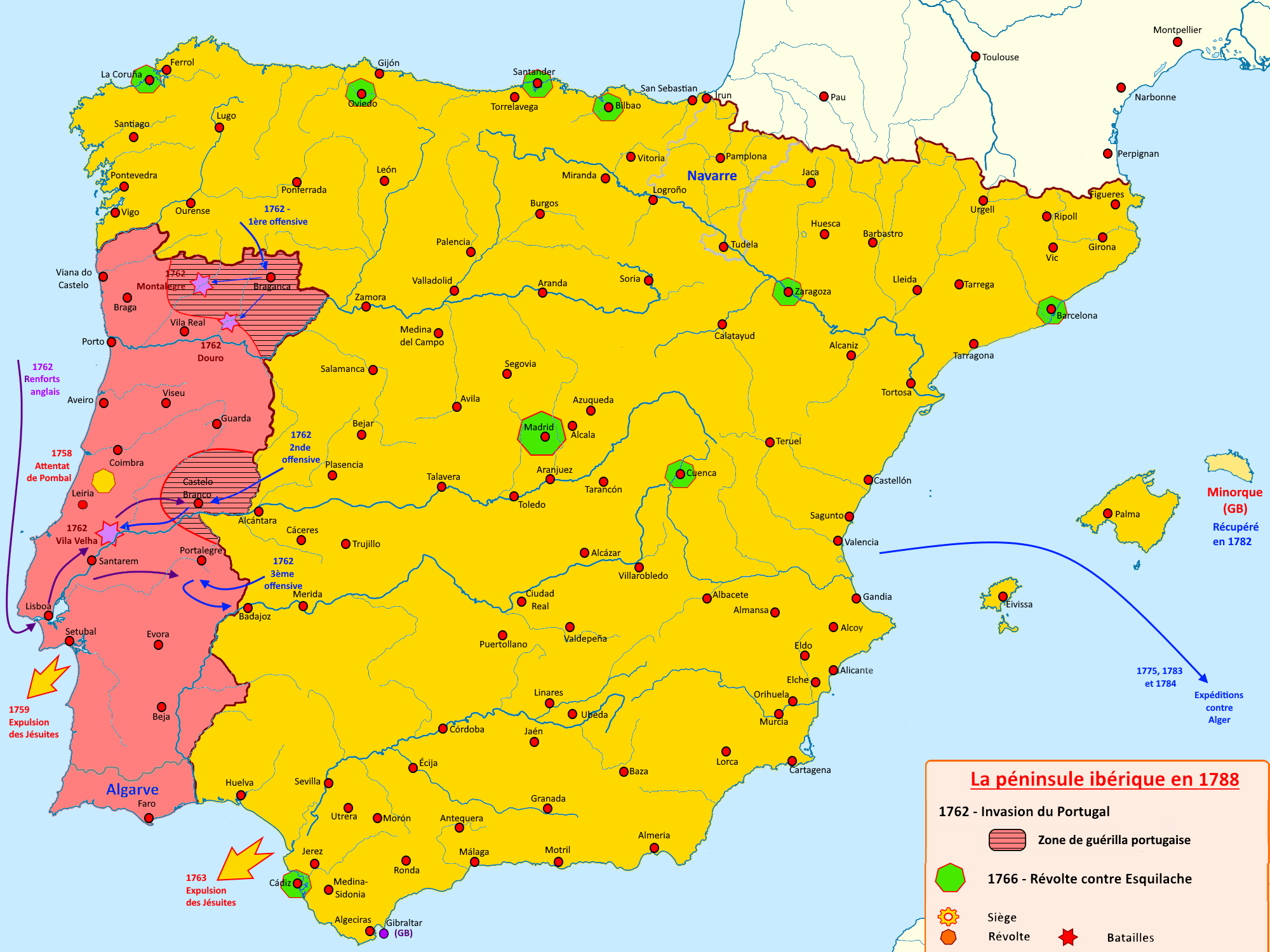
La péninsule ibérique et l'expulsion des Jésuites

### Expulsion de Naples, Sicile et Parme (1767)
Le royaume de Naples et le royaume de Sicile ont pour souverain Ferdinand d'Espagne, (Ferdinand IV pour Naples, Ferdinand III pour la Sicile), fils cadet de Charles III d'Espagne, âgé de 16 ans. Une campagne publique de propagande anti-jésuite suivie de la création d’une « commission des abus » qui ressasse sans preuve les traditionnelles accusations obtiennent l’effet escompté. Le Premier ministre, Bernardo Tanucci, persuade Ferdinand qu’il convient de suivre l’exemple de son père.
Le 20 novembre 1767, les troupes encerclent les maisons jésuites de Naples. Les jésuites sont emmenés manu militari et débarqués à Terracina, port des États pontificaux. Un tiers choisit de quitter la Compagnie plutôt que de partir en exil. La même opération a lieu en Sicile peu après.
Un autre État bourbon — le plus petit d’entre eux — le duché de Parme agit de même. Dans la nuit du 7 au 8 février 1768, les jésuites sont arrêtés et conduits à la frontière, cette fois sur la route de Bologne. Comme ailleurs le but est d’asseoir la suprématie de l’État sur l’Église. Et les jésuites sont un obstacle : Guillaume Du Tillot ne s’en cache pas. Sous la pression de Bernardo Tanucci, ministre de Naples, Manoel Pinto da Fonseca, Grand-Maitre de l'Ordre hospitalier, fait de même à Malte : les Jésuites en sont expulsés en 1768.

## Suppression universelle de la Compagnie de Jésus
Devant cette montée de la vague anti-jésuite, prélude aux attaques plus directes contre l’Église et la religion même, les papes ne restent pas indifférents, même s’ils sont lents à percevoir les dangers ultimes. Face à Pombal qui réclame impérativement « la fin de la désobéissance des jésuites », Benoît XIV, âgé et malade, est d’abord attentiste. Quelques mois avant sa mort en 1758, il ordonne une visite canonique des jésuites au Portugal, dont son successeur ne recevra jamais aucun rapport.
La même année (en mai 1758) Lorenzo Ricci est élu supérieur général de la Compagnie de Jésus. Religieux intègre et intellectuellement très respecté, il reconnaît que « la haine que rencontre la Compagnie en certaines régions vient en partie de l'arrogance des écrits de certains des nôtres ». Il manque cependant d’expérience de gouvernement. Durant ces années de crise ses réactions consistent à envoyer à ses confrères des exhortations « au courage, à la patience et à la prière ». Il s’en remet entièrement au Saint-Siège.
Clément XIII, pape de 1758 à 1769, défend vigoureusement la Compagnie de Jésus. Il intervient une cinquantaine de fois durant la crise française pour empêcher l’expulsion des jésuites du royaume. En 1765, par sorte de bravade, il ose même donner une nouvelle approbation publique et universelle de l'Ordre religieux, par la bulle Apostolicum pascendi munus. Par ailleurs, il refuse les compromis gallicans qui leur sont proposés. Lorsque les jésuites sont expulsés d’Espagne en 1767, il exprime son sentiment profond dans une lettre à Charles III d'Espagne :

« De tous les malheurs que nous avons personnellement connus aucun n’a autant blessé notre cœur paternel que la décision prise par votre Majesté d’expulser les jésuites de son royaume […] Nous témoignons devant Dieu et les hommes que la Compagnie — comme groupe —, son Institut et son esprit, est sans faute. Non seulement sans faute, mais pieuse, utile et sainte dans ses objectifs comme dans ses règles et principes »

— Clément XIII, source : Louis von Pastor, Histoire des papes, vol. XXVII, p. 152-154
Le prestige de la papauté est au plus bas. Le pape n’est plus écouté, pas même par les souverains qui se disent catholiques. Les exigences de ceux-ci vont plus loin. Vers la fin des années 1760 les Bourbons commencent à faire pression sur le pape pour qu’il supprime la Compagnie de Jésus. Les ambassadeurs à Rome reçoivent des instructions : Le duc de Choiseul écrit à l’ambassadeur de France auprès du pape : « Si le pape était prudent, éclairé et ferme il arriverait à la décision de supprimer définitivement la Compagnie… » En 1768, l’annulation papale d’ordonnances prises par le duché de Parme en contradiction des droits de l’Église donne à Choiseul l’occasion de consolider le pacte familial des Bourbons : il se dit offusqué et estime intolérable que l’un d’eux subisse des insultes en toute impunité. La pression monte sur Clément XIII qui reste ferme jusqu’à la fin de sa vie.
Au conclave qui suit la mort de Clément XIII (2 février 1769) la question jésuite empoisonne l’atmosphère et oriente les délibérations. Lorenzo Ganganelli, un cardinal, franciscain conventuel, dont l’opinion à ce sujet reste intentionnellement ambiguë est élu (19 mai 1769) : il prend le nom de Clément XIV. Pendant quatre ans, de 1769 à 1773, il subit des pressions politico-religieuses de plus en plus fortes et savamment orchestrées ayant pour objectif d'obtenir de lui la suppression des jésuites. L’ambassadeur de France, le cardinal de Bernis, joue le rôle de l’ami conciliateur, tandis que celui d’Espagne le franc-maçon José Monino fait du chantage brutal, menaçant un schisme espagnol à la manière anglaise. Malgré une promesse écrite faite en 1769 à Charles III, Clément XIV tergiverse, prenant des mesures de plus en plus vexatoires contre les jésuites et désirant ainsi attester de sa sincérité : refus de recevoir le supérieur général, contrôle financier du Collège romain, interdiction aux jésuites d’entendre les confessions à Rome, etc.
Le dernier espoir de Clément XIV disparait lorsqu’il apprend que la cour de Vienne, seule autre grande puissance catholique, a fait savoir à Charles III, au début 1773, qu’elle ne s’opposerait pas au programme des Bourbons. Les frictions avec les grandes cours d’Europe sont à éviter alors que l’impératrice Marie-Thérèse cherche à marier ses nombreuses filles (dont Marie-Antoinette).
L’ambassadeur espagnol se fait plus pressant. Il a un texte prêt à être signé. Âgé et malade, Clément XIV cède. Le 21 juillet 1773, il signe le bref Dominus ac Redemptor qui supprime la Compagnie de Jésus dans le monde entier. La promulgation se fait le 16 août. Après avoir signé il aurait dit : « Je me suis tranché la main droite ». Les maisons et églises jésuites de Rome sont immédiatement fermées avant d’être confiées à d’autres religieux. Le supérieur général, bien qu’acceptant la décision n’en est pas moins arrêté et incarcéré au château Saint-Ange, prison des États pontificaux. Un décret Gravissimis ex causis crée une commission qui est chargée d’informer les évêques : ils doivent chacun promulguer le décret dans leur diocèse, et veiller aux aspects juridiques et pratiques du bref de suppression. Les jésuites sont 23 000 en 1773.

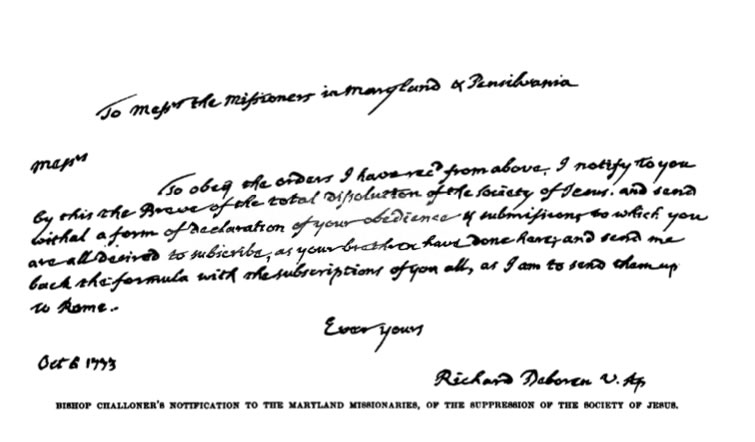
Lettre du vicaire apostolique du Maryland, dissolvant la Compagnie de Jésus aux États-Unis.

Clément XIV meurt un an plus tard, le 22 septembre 1774, nerveusement miné et dans la crainte permanente d’être empoisonné. Malade et prisonnier, Lorenzo Ricci meurt à Saint-Ange le 22 novembre 1775. Peu avant de mourir, il atteste sur l’Eucharistie : « Je déclare et proteste que je n’ai donné aucun sujet, même le plus léger, à mon emprisonnement (…) Je fais cette seconde protestation seulement parce qu’elle est nécessaire à la réputation de la Compagnie de Jésus éteinte, dont j’étais le supérieur général ».
Les communautés et collèges jésuites survivent en Prusse et dans la partie polonaise de l’Empire russe, dont les souverains - plutôt hostiles au catholicisme - interdisent aux évêques de promulguer le bref pontifical

## Restauration de la Compagnie
Après les guerres napoléoniennes, le climat politique a changé, les princes sont devenus contre révolutionnaires et le catholicisme organisé une garantie et un appui. Au reste les monarques qui avaient expulsé les jésuites ne sont plus au pouvoir et le pape Pie VII procède à la restauration universelle de la Compagnie en promulguant le décret Sollicitudo omnium ecclesiarum (7 août 1814).
Lorsque la Compagnie est dissoute en 1773, il y avait 23 000 jésuites dans le monde, répartis dans 39 provinces. La Compagnie avait alors 800 résidences, 700 collèges (avec une équipe enseignante de 15 000 personnes) et 300 missions. Durant ces quarante années de suppression, la Compagnie a perdu 90 % de ses effectifs. En 1814, les jésuites ne sont plus que 2 000. Il faudra une quinzaine d'années pour que se rétablisse leur situation, en particulier sous la direction du supérieur général Jean-Philippe Roothaan, surnommé le « second fondateur de la Compagnie de Jésus ».

## Source
- (en) Sydney F. Smith : The Suppression of the Society of Jesus, dans The Month, 1902 et 1903, vol. LCIX à CII : 19 articles numérotés de I à XIX.